# Novotxernígovka
Novotxernígovka (en rus: Новочерниговка) és un poble de l'óblast de Saràtov, a Rússia, segons el cens del 2010 tenia 448 habitants. Pertany al districte municipal d'Ozinki.